# Ulrich Mühe
  Ulrich Mühe    (Grimma, 20 de juny de 1953 - Walbeck, 22 de juliol de 2007) va ser un actor de cinema, televisió i teatre alemany. Va interpretar el paper de capità Gerd Wiesler a la pel·lícula guanyadora d'un Oscar La vida dels altres (2006), per la qual va rebre el premi a la millor interpretació d'un actor protagonista als Deutscher Filmpreis i el premi del Cinema Europeu al millor actor.
Després d'acabar l'escola, Mühe va treballar com a obrer de la construcció i com a guàrdia fronterer al mur de Berlín. Després es va dedicar a la interpretació, i des de finals dels anys 1970 fins a la dècada del 1980 va aparèixer en nombroses obres, convertint-se en una estrella del Teatre Alemany de Berlín Est. Va ser actiu en política i va denunciar el control comunista a l'Alemanya de l'Est en un discurs memorable a la manifestació de l'Alexanderplatz el 4 de novembre de 1989 poc abans de la caiguda del mur de Berlín. Després de la reunificació alemanya va continuar apareixent en un gran nombre de pel·lícules, programes de televisió i produccions teatrals. A Alemanya va ser especialment conegut per interpretar el paper principal del doctor Robert Kolmaar a la sèrie de crims forenses Der letzte Zeuge (1998–2007).

## Biografia

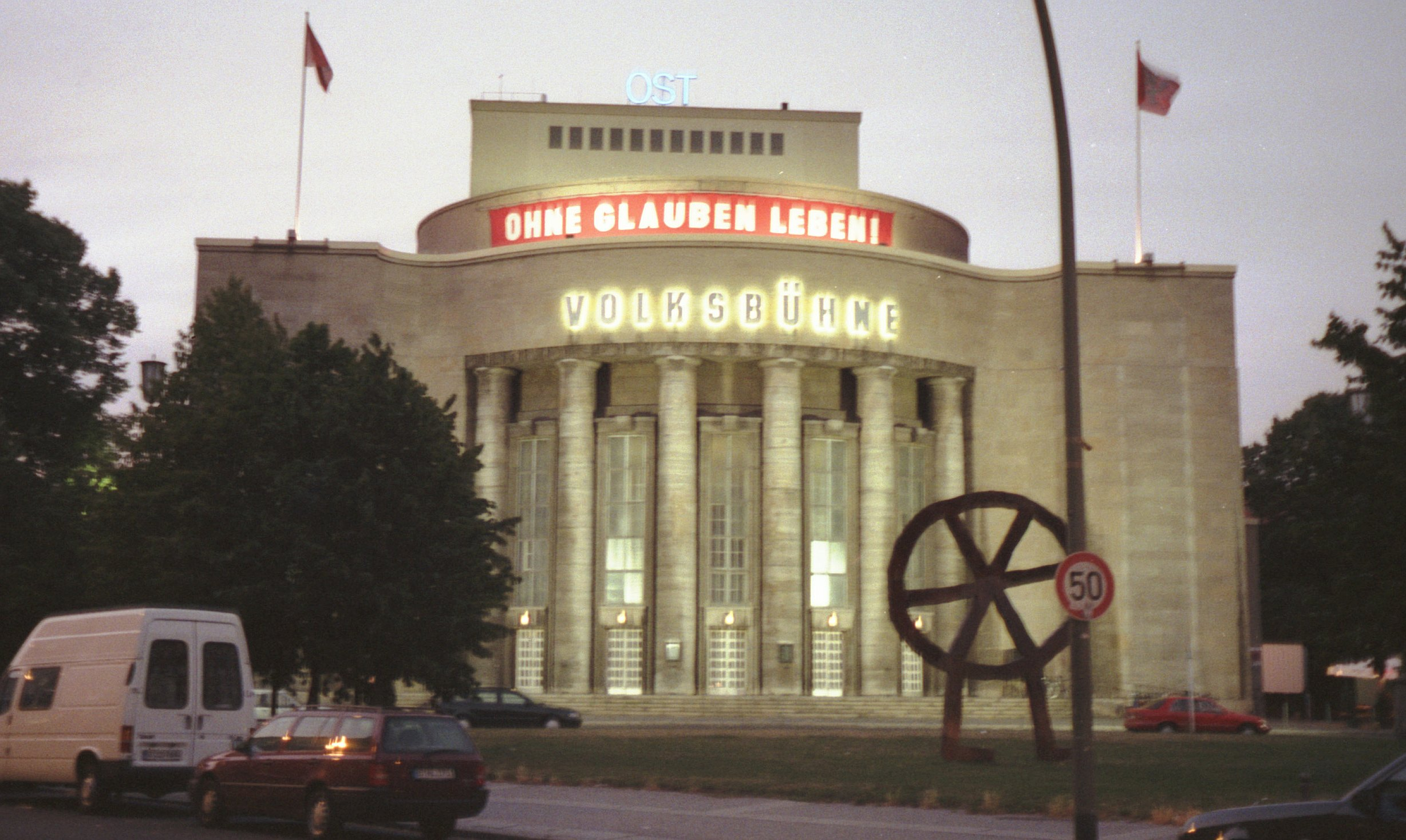
La Volksbühne a Rosa-Luxemburg-Platz al districte de Mitte (1999)

Fill d'un pelleter, Mühe va néixer el 20 de juny de 1953 a Grimma a l'estat de Saxònia, a la República Democràtica Alemanya (RDA). En acabar l'escola es va formar com a treballador de la construcció, i després va fer el servei militar obligatori com a guàrdia fronterer al mur de Berlín. Va ser rellevat de les seves funcions després de contraure úlceres gastroduodenals, possiblement a causa de l'estrès, i que va marcar els inicis del càncer d'estómac que finalment el menaria a la mort.
Posteriorment es va dedicar a la interpretació i va estudiar a la Theaterhochschule Hans Otto de Leipzig de 1975 a 1979. Va representar el seu primer paper escènic professional l'any 1979, com a Lyngstrand a La dama del mar de Henrik Ibsen al Städtisches Theatre de Karl-Marx-Stadt (ara Chemnitz ). Després d'això, va aparèixer en una producció de Macbeth del dramaturg i director Heiner Müller a la Volksbühne de Berlín Est.

### Carrera artística

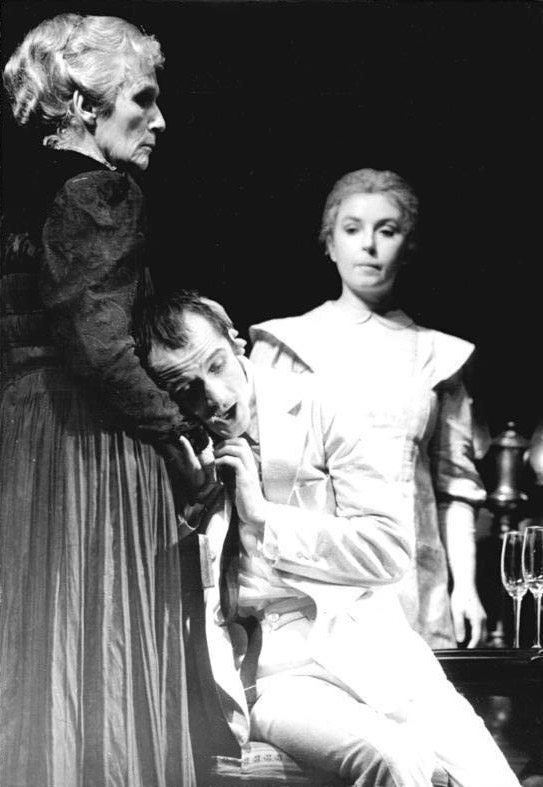
L'estrena de Fantasmes d'Ibsen el 18 de novembre de 1983 al Kammerspiele del Teatre Alemany de Berlín amb Inge Keller com la senyora Alving, Mühe com el seu fill Osvald i Simone von Zglinicki com la minyona Regine Engstrand.

El 1983, per invitació de Müller, es va incorporar a la companyia del Teatre Alemany de Berlín, i es va convertir en el seu actor principal a causa de la seva versatilitat en papers còmics i seriosos, apareixent en produccions com Egmont de Johann Wolfgang von Goethe (1986), Peer Gynt d'Ibsen i Nathan el savi de Gotthold Ephraim Lessing (1988). Va fer el paper protagonista de Hamlet tant a l'obra de William Shakespeare com a Die Hamletmaschine (1989) de Heiner Müller. Mühe va reconèixer més tard que «el teatre era l'únic lloc de la RDA on no es mentia a la gent. Per a nosaltres, els actors, era una illa. Podíem atrevir-nos a criticar». A la pantalla va protagonitzar, amb la seva segona esposa Jenny Gröllmann, la pel·lícula de Herman Zschoche Hälfte des Lebens (1984) sobre el poeta líric alemany Friedrich Hölderlin (1770–1843).
Mühe va tenir un paper protagonista en l'organització de les manifestacions que es van produir abans de la reunificació d'Alemanya. Sovint va fer lectures públiques de l'assaig de Walter Janka Schwierigkeiten mit der Wahrheit (1989) al Teatre Alemany, abans que es permetés la publicació del llibre a l'Alemanya Oriental. El 4 de novembre de 1989, poc abans de la caiguda del mur de Berlín, davant de mig milió de persones durant la manifestació de l'Alexanderplatz, va declarar invàlid el monopoli de poder dels comunistes. El mateix any es va fer conegut internacionalment després d'interpretar, al costat d'Armin Mueller-Stahl i Klaus Maria Brandauer, el paper principal a Das Spinnennetz de Bernhard Wicki (basada en la novel·la expressionista i fragmentària del mateix títol de l'escriptor Joseph Roth): el tinent de dretes Lohse que dorm i assassina durant el seu camí cap a l'èxit professional a principis de la República de Weimar després d'una ferida gairebé mortal durant el motí de Wilhelmshaven del 29 d'octubre de 1918.

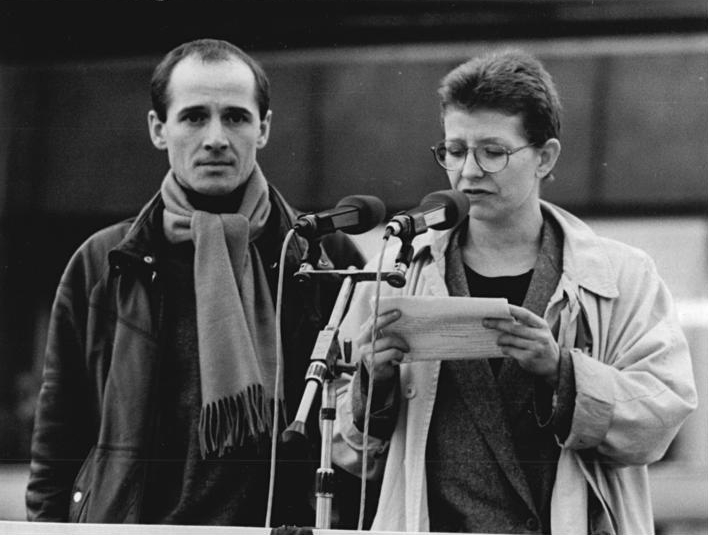
Mühe i la seva companya l'actriu Johanna Schall parlant a l'Alexanderplatz el 4 de novembre de 1989 després d'una manifestació de mig milió de persones

Després de la reunificació alemanya va continuar apareixent en un gran nombre de pel·lícules, programes de televisió i produccions teatrals a Alemanya i a l'estranger. Va demostrar la seva capacitat per assumir papers còmics a Schtonk! (1991), una sàtira nominada a l'Oscar sobre l'engany dels Diaris de Hitler, i va mostrar el seu costat més seriós a Benny's Video de Michael Haneke (1992), El castell (1996, una adaptació de l'obra de Franz Kafka) i Funny Games (1997). En aquesta darrera pel·lícula, Mühe i la seva tercera esposa Susanne Lothar van interpretar a un matrimoni segrestats a la seva casa de vacances per dos joves psicòpates que els obliguen a participar en jocs sàdics.
A la dècada del 2000, Mühe va interpretar nazis en una corrua de pel·lícules: va retratar Joseph Goebbels a Goebbels und Geduldig (2001), Josef Mengele a Amen. (2002), de Costa-Gavras, i havia d'haver interpretat Klaus Barbie en una propera producció. La seva darrera pel·lícula va ser la comèdia Mein Führer: La veritat més autèntica sobre Adolf Hitler (2007), en què interpretava al professor Adolf Israel Grünbaum, un actor contractat per a donar lliçons a Hitler.
L'any 2006, va aparèixer al Barbican Centre de Londres a Zerbombt, la producció alemanya de Thomas Ostermeier de Blasted de Sarah Kane, interpretant a un periodista de mitjana edat la trobada del qual amb una jove porta el pandemoni a l'habitació d'un hotel de Leeds.

## La vida dels altresi la vida posterior
Per al públic internacional, Mühe era conegut per interpretar el capità Gerd Wiesler a La vida dels altres de Florian Henckel von Donnersmarck, que va guanyar l'Oscar a la millor pel·lícula de parla no anglesa el 2007. La pel·lícula està ambientada a mitjans dels anys 1980, i Wiesler és un agent de l'Stasi que s'encarrega de vigilar l'apartament d'un dramaturg, Georg Dreyman (Sebastian Koch), i la seva parella, l'actriu Christa-Maria Sieland (Martina Gedeck). Tanmateix, es desil·lusiona sobre la necessitat de controlar la parella per motius de seguretat nacional després de descobrir que el ministre del govern que ha ordenat la vigilància ho va fer per motius sexuals més que polítics. A poc a poc, el cor de Wiesler passa del menyspreu i l'enveja a la compassió.

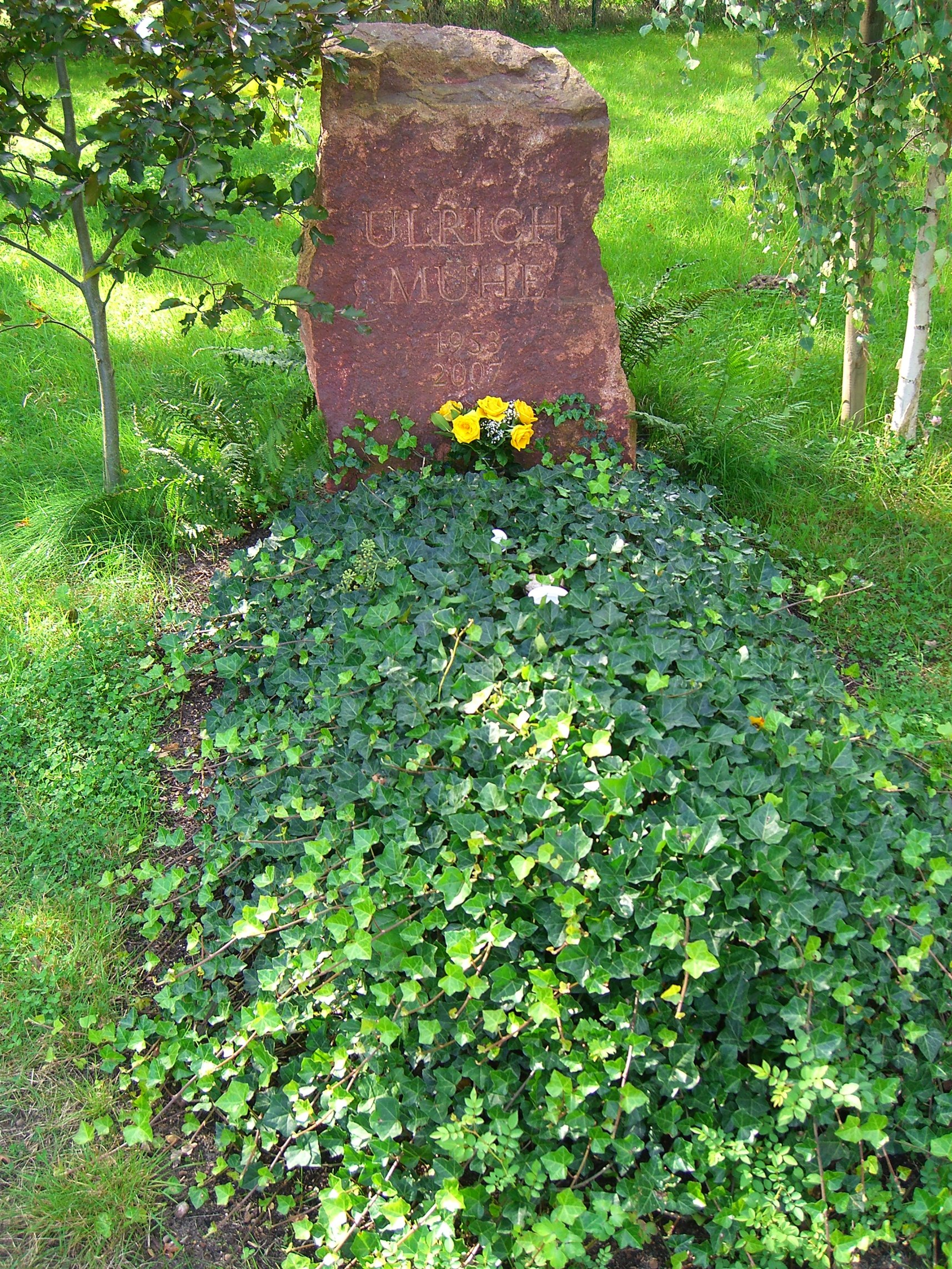
Tomba de Mühe a Walbeck

Mühe ja estava greument malalt a la cerimònia de lliurament del premi a Los Angeles el febrer de 2007, quan La vida dels altres va rebre l'Oscar, i va tornar a Alemanya hores després per a una operació d'estómac urgent. En un article a Die Welt del 21 de juliol de 2007, Mühe va parlar del seu diagnòstic de càncer d'estómac que havia posat en suspens la seva carrera com a actor; va morir l'endemà. El 25 de juliol de 2007, va ser enterrat al poble de la seva mare, Walbeck, a Saxònia-Anhalt.
Mühe es va casar tres vegades. Es va casar primer amb la dramaturga Annegret Hahn i la parella va tenir dos fills: Andreas, un fotògraf de Berlín, i Konrad, un pintor. El seu segon matrimoni va ser el 1984 amb l'actriu Jenny Gröllmann, després que s'enamoressin mentre treballaven junts al telefilm Die Poggenpuhls aquell any. Mühe i Gröllmann van tenir una filla, Anna Maria, que també és actriu, i va ser el padrastre de la filla de Gröllmann, Jeanne, una maquilladora.

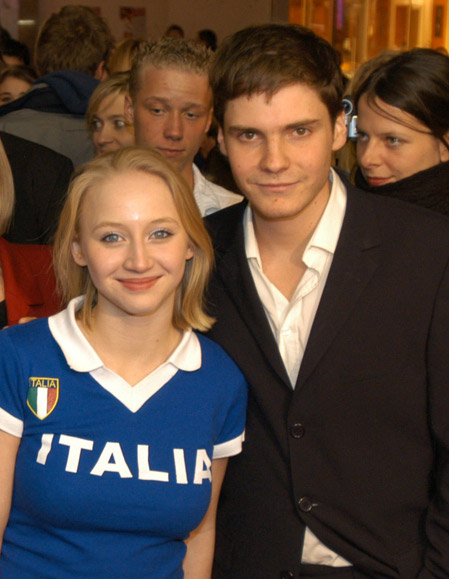
La filla de Mühe, Anna Maria, amb l'actor Daniel Brühl a l'estrena de la pel·lícula Was nützt die Liebe in Gedanken

Després de la reunificació alemanya, Mühe suposadament va descobrir proves al seu fitxer de l'Stasi que havia estat vigilat no només per quatre dels seus companys actors al teatre de Berlín Est, sinó també per la seva esposa Jenny Gröllmann. L'expedient contenia registres detallats de les reunions que Gröllmann va mantenir amb el seu supervisor des del 1979 fins al 1989. Mühe i Gröllmann es van divorciar el 1990. En un llibre que acompanya la pel·lícula, Mühe va referir-se a la sensació de traïció que va sentir quan es va assabentar de la col·laboració amb l'Stasi de la seva segona esposa. Tanmateix, el supervisor de Gröllmann va afirmar més tard que havia inventat molts dels detalls de l'arxiu i que l'actriu no sabia que estava parlant amb un agent de l'Stasi. Després d'una disputa pública i amarga als tribunals, Gröllmann, que va morir l'agost de 2006, va guanyar una mesura cautelar que impedia la publicació del llibre. La resposta de Mühe quan se li va preguntar com es preparava per al seu paper a La vida dels altres va ser: «Vaig fer memòria».
En el moment de la seva mort, Mühe estava casat amb la seva tercera esposana, l'actriu Susanne Lothar, i vivia a Berlín amb ella i els seus dos fills, Sophie Marie i Jakob. Mühe i Lothar van protagonitzar junts l'última pel·lícula de Mühe, Nemesis (2010), que tracta sobre la problemàtica relació d'una parella. No obstant això, Lothar, que va morir el 2012, va iniciar una demanda per a bloquejar l'estrena de la pel·lícula durant gairebé tres anys, pel que sembla perquè considerava que donaria mala imatge de la parella.